# Pandoflabella
Pandoflabella is een geslacht van vlinders van de familie snuitmotten (Pyralidae), uit de onderfamilie Epipaschiinae.

## Soorten
- P. brendana Schaus, 1925
- P. corumbina Schaus, 1925
- P. fechina Schaus, 1922
- P. guianica Schaus, 1925
- P. nigrilunalis Dognin, 1913
- P. nigriplaga Dognin, 1910
- P. olivescens Schaus, 1912
- P. remberta Schaus, 1922
- P. stenipteralis Hampson, 1906
- P. strigidiscalis Hampson, 1916
- P. tresaina Schaus, 1922